# Дубовка (Чемеровецкий район)
Дубовка (укр. Дубівка) — село в Чемеровецком районе Хмельницкой области Украины.
Население по переписи 2001 года составляло 213 человек. Почтовый индекс — 31612. Телефонный код — 3859. Код КОАТУУ — 6825285402.

## История
В 1945 г. Указом Президиума ВС УССР село Дембровка переименовано в Дубровку.

## Местный совет
31612, Хмельницкая обл., Чемеровецкий р-н, с. Кутковцы, ул. Центральня, 16